# 개태사역
개태사역(Gaetaesa station, 開泰寺驛)은 충청남도 논산시 연산면에 있는 호남선의 철도역이다. 역명은 역 인근에 위치한 사찰인 개태사의 이름을 따서 명명했으며, 현재는 여객열차가 정차하지 않는 무배치간이역이다.

## 특징
개태사역 ~ 계룡역 구간의 호남선 선로는 상당한 급곡선으로 유명하며 이 일대의 급곡선이 호남선 KTX의 운행 시간을 증가시키는 큰 요인 중의 하나이다. 이 급곡선 구간을 동호인들 사이에서 흔히 개태사 드리프트로 부른다.

## 연혁
- 1944년 4월 9일 : 광석신호장(光石信號場)으로 영업 개시
- 1956년 2월 20일 : 보통역으로 승격[1]
- 1968년 11월 29일 : 현재의 역사준공
- 1969년 10월 1일 : 개태사역으로 역명 변경[2]
- 1976년 7월 10일 : 화물 및 소화물 취급 중지[3]
- 1997년 5월 1일 : 화물 취급 개시[4]
- 2007년 11월 1일 : 화물 취급 중지
- 2008년 12월 1일 : 여객 취급 중지
- 2009년 7월 1일 : 간이역 격하

## 참고 문헌
1. ↑  교통부고시 제457호, 1956년 2월 20일.
2. ↑  철도청고시 제148호, 1969년 9월 24일.
3. ↑  철도청고시 제15호, 1976년 7월 2일.
4. ↑  철도청고시 제1997-19호, 1997년 4월 21일.